# Menschen im Sturm
Menschen im Sturm ist ein deutscher NS-Propagandafilm aus dem Jahre 1941 mit explizit antiserbischer Note von Fritz Peter Buch. Die Hauptrollen spielen Olga Tschechowa, Gustav Diessl und Siegfried Breuer. Der Film entstand nach einer Idee von Karl Anton und Felix von Eckardt.

## Handlung
Anfang 1941, im Grenzgebiet zwischen der Steiermark und Jugoslawien, kurz vor Beginn des Balkanfeldzugs der Wehrmacht. Vom jugoslawischen Staat beauftragte serbische Banden drangsalieren seit dem Sturz der prodeutschen Belgrader Regierung im März desselben Jahres die Volksdeutschen, die doch nur in Frieden leben wollen. Verhaftungen und Verschleppungen volksdeutscher Landeskinder sind nun an der Tagesordnung. Die mit einem anständigen, slowenischen Gutsbesitzer namens Alexander Oswatic verheiratete Deutsche Vera will nicht länger dabei zusehen, wie ihre Volksgruppe tyrannisiert wird. Sie unternimmt Anstrengungen, die Volksdeutschen zu sammeln und sie über die Grenze „heim ins Reich“ zu bringen. Derweil wird mit dem aalglatten, geschniegelten Hauptmann Rakic ein Serbe bei ihr einquartiert, der der verheirateten Vera mit seinem öligen Charme dreist den Hof macht. Nur zum Schein geht sie auf seine Avancen ein, während sie mit ihrem Vertrauten, dem Diener Anton, und dem deutschen Lehrer Hans Neubert Fluchtvorbereitungen trifft. Während Vera Rakic mit Süßholzraspeln ablenkt, dringen Anton und Neubert in des Hauptmanns Quartier ein und werfen einen Blick auf seine Verhaftungsliste, um die genannten Personen rechtzeitig zu warnen.
Die Serben misstrauen jedoch Veras gespielter Freundlichkeit und entsenden einen Kommissar namens Subotic, der die Spur aufnimmt und bald einen von mehreren Fluchtwegen entdeckt. Kurz darauf erschießt dieser den Apotheker Paulic, weil der Hans Neubert gedeckt hatte. Als Vera herausbekommt, dass die Kinder der Deutschen dieser Gegend von der serbischen Soldateska verschleppt werden sollen, läuft ihr die Zeit davon. Mehr als ihr lieb ist, lässt sie sich daher auf größere Nähe mit Hauptmann Rakic ein, was ihr wiederum einen großen Vorteil verschafft: Sie bekommt freies Geleit, ohne von serbischen Soldaten kontrolliert zu werden. Während die Deutsche nunmehr Rakic umgarnt, versuchen Anton, Hans und Veras Tochter aus erster Ehe, Marieluise, die Kinder aus der Gefahrenzone herauszugeleiten. Doch Kommissar Subotic ist nun, nachdem er Veras Gespräch mit ihrem Mann Alexander belauscht hatte, Vera endgültig auf die Schliche gekommen. Er eilt zu Rakic, um Vera als überführte Fluchthelferin zu verhaften. Vera flieht, wird aber dabei angeschossen. Hans Neubert rettet sie und bringt sie mit einer Kutsche fort. Dann stirbt sie in den Armen ihrer Tochter. Hans und Marieluise erreichen rettenden reichsdeutschen Boden und können nun einer sicheren Zukunft ins Auge sehen.

## Produktionsnotizen
Menschen im Sturm orientierte sich in der Machart und Intention an Gustav Ucickys Propagandafilm Heimkehr und sollte nachträglich den in der deutschen Bevölkerung unpopulären Einmarsch der Wehrmacht in Jugoslawien vom 6. April 1941 rechtfertigen. Deshalb wurde der Filmstoff mit großer Eile konzipiert und umgesetzt. Die Dreharbeiten erfolgten ab dem 28. Juni 1941 mit Außenaufnahmen im Kroatischen Hochland des unmittelbar zuvor unabhängig gewordenen Hitler-Verbündeten Kroatien. Die Atelieraufnahmen wurden ab dem 18. Juli 1941 hergestellt. Die Dreharbeiten wurden im September 1941 abgeschlossen. Der etwa 1.222.000 RM teure Film erlebte seine Uraufführung am 19. Dezember in Lübeck, die Berliner Premiere fand am 29. Dezember desselben Jahres in vier Lichtspielhäusern statt. In Wien konnte man Menschen im Sturm ab dem 22. Januar 1942 sehen.
Herstellungsgruppenleiter Fritz Klotzsch übernahm auch die Herstellungsleitung. Hanns H. Kuhnert und Arthur Nortmann gestalteten die Filmbauten, die Kostüme entwarf Max von Formacher. Die Standfotos fertigte Karl Ewald an. Gerhard Froboess zeichnete für den Ton verantwortlich.
Menschen im Sturm wurde mit den staatlichen Filmprädikaten „volkstümlich wertvoll“ und „jugendwert“ ausgezeichnet.

## Kritiken
Überraschenderweise fand der Völkische Beobachter keine sonderlich freundlichen Worte für dieses Agitationsstück, das dem Kritiker zu wenig im völkisch-nationalsozialistischen Sinne agitatorisch erschien. Hier hieß es: „Die Teilnahme am Schicksal der Volksdeutschen, doch wohl als Hauptzweck gedacht, rutscht im Handumdrehen ab und wendet sich den kriminalistisch gefärbten Vorgängen zu, die den Schluß vollends und mit viel Schießerei beherrschen. Im Hinblick auf die Einleitung und den schwerwiegenden politischen Hintergrund schmeckt diese Verschiebung gar nicht gut. Dabei ist der Film … sehr flott und handfest gebaut, die Darsteller stehen auf einer beachtlichen Ebene.“
Die Wiener Kronen-Zeitung stellte vor allem Olga Tschechowas schauspielerische Leistung als bis zum Opfertod heroische Volksdeutsche heraus: „Diese interessante Frauenrolle … wurde der Staatsschauspielerin Olga Tschechowa anvertraut. Die Künstlerin meistert sie mit der Kultiviertheit ihres feinen Spiels. Die beiden Männer um die Tschechowa … sind Gustav Dießl, der ihren Gatten spielt und aus seiner etwas blassen Rolle herausholt, was herauszuholen ist, und Siegfried Breuer, der mit krassen Strichen die Charakterstudie eines liebestollen, serbischen Hauptmanns zeichnet.“
Das Lexikon des Internationalen Films nannte in seiner Nachkriegsbetrachtung den Streifen ein „im Zusammenhang mit dem deutschen Überfall auf Jugoslawien (April 1941) aktualisiertes Tendenzstück, das indes seine Geschichte mehr auf dramatisch-abenteuerliche Unterhaltung als auf Propagandaeffekte anlegt.“